# Phjongvon kogurjói király
Phjongvon (Pyeongwon) (? – 590) az ókori Kogurjo (Goguryeo) állam huszonötödik királya volt.

## Élete
Jangvon (Yangwon) fiaként született Ko Jangszong (Go Yang-seong) néven. Jó lovasnak és íjásznak írják le. Apja halála után 559-ben került a trónra. Igyekezett jó viszonyt ápolni a kínai államokkal (Csen (Chen), Szuj (Sui), Északi Csi (Qi), Északi Csou (Zhou)). Támogatta a mezőgazdaságot és a selyemhernyó-tenyésztést. A nélkülöző népre tekintettel visszafogottabbá tette a királyi konyhát. Igyekezete ellenére uralkodása nem volt stabil, hatalmát gyengítette az arisztokrácia. 586-ban a fővárost Csangan (Jangan)ba költöztette.

## Phjonggang(Pyeonggang)hercegnő és Ondal legendája
Leginkább a lányáról szóló legenda miatt ismert király. A mese szerint a király játékosan azzal fenyegette Phjonggang (Pyeonggang) hercegnőt gyerekkorában, hogy ha sír, hozzáadja Ondalhoz, a bolondhoz. A felcseperedett hercegnő nem akart férjhez menni a számára kiválasztott nemeshez, makacsul ragaszkodott hozzá, hogy inkább Ondal lesz a férje, ezért a király megharagudott rá és kitagadta. A hercegnő megkereste Ondalt és feleségül ment hozzá, miután rájött, hogy nem is annyira együgyű. Eladta az ékszereit, amiből lovat és kardot vett a férjének. Egy vadászverseny alkalmával a király figyelmét felkeltette egy bátor és ügyes katona, akiről kiderült, hogy Ondal. A király megörült, visszafogadta a lányát, veje pedig tábornok lett.